# فابيو لامورتي
فابيو لامورتي (بالإيطالية: Fabio Lamorte)‏ (مواليد 15 مايو 1991) هو لاعب كرة قدم إيطالي، يلعب في قلب الدفاع.